# Agersø
Agersø (nebo Agersö) je dánský ostrov. Leží mezi Smålandshavet a Velkým Beltem v blízkosti ostrova Sjælland. Žije na něm trvale asi 250 lidí. Ostrov je asi 7 km dlouhý a přibližně 3 km široký. Patří do svazu malých ostrovů Danske Småøerne.
Na Agersø je poměrně bohatá a člověkem nezasažená příroda. Na ostrově se též nachází starobylá vesnice a přístav. Cesta trajektem na nejbližší ostrov Stignæs trvá asi 15 minut.
Agersø bylo poprvé zmíněno roku 1231 v pozemkové listině krále Valdemara. Ostrov je osídlen již od doby kamenné.